# کی لنز
 کی لنز (انگلیسی: Kay Lenz؛ زادهٔ ۴ مارس ۱۹۵۳) یک هنرپیشه اهل ایالات متحده آمریکا است. وی از سال ۱۹۶۷ میلادی تاکنون مشغول فعالیت بوده‌است.
از فیلم‌های او می‌توان به گذرگاه، خیابان‌ها و زندگی مخفی چوبک ها اشاره نمود.